# Box Hill School
Die Box Hill School ist eine traditionsreiche, elitäre Privatschule (Public School) in Surrey, England. Die jährliche Schulgebühr betrug 2011/2012 für Unterricht, Unterkunft und Verpflegung ungefähr 41.000 Euro (exkl. von Nebenkosten) und zählt dadurch zu einer der teuersten Privatschulen in England. Box Hill erreicht in internationalen Vergleichen regelmäßig einen Spitzenplatz unter den besten Eliteschulen.

## Geschichte
Die Schule hat etwa 425 Schüler im Alter von 11–18 Jahren. Die Schule verfügt über einen 60 % Anteil an Tagesschülern sowie 40 % sind Schüler aus dem Internat und als Teil eines internationalen Netzwerks (Round Square) sind rund 25 % der Studierenden aus über 32 Nationen. Das internationale Umfeld der Schule ist bewusst ein Teil des Leitbildes der Schule, um Studenten für das Leben jenseits der Schule zu entwickeln. Die Schule hat das International Baccalaureate Diploma Programm seit September 2008 im Angebot. Box Hill liegt 35 Minuten vom Zentrum von London entfernt.

## Zulassung
Die Box Hill School ist eine sehr selektive Schule und nimmt Schüler nur passend auf im richtigen Kurrikulum. Vor dem Eintritt in das Schuljahr werden mehrere Interviews und Entrance Tests durchgeführt.